# Jüdischer Friedhof (Beilstein)

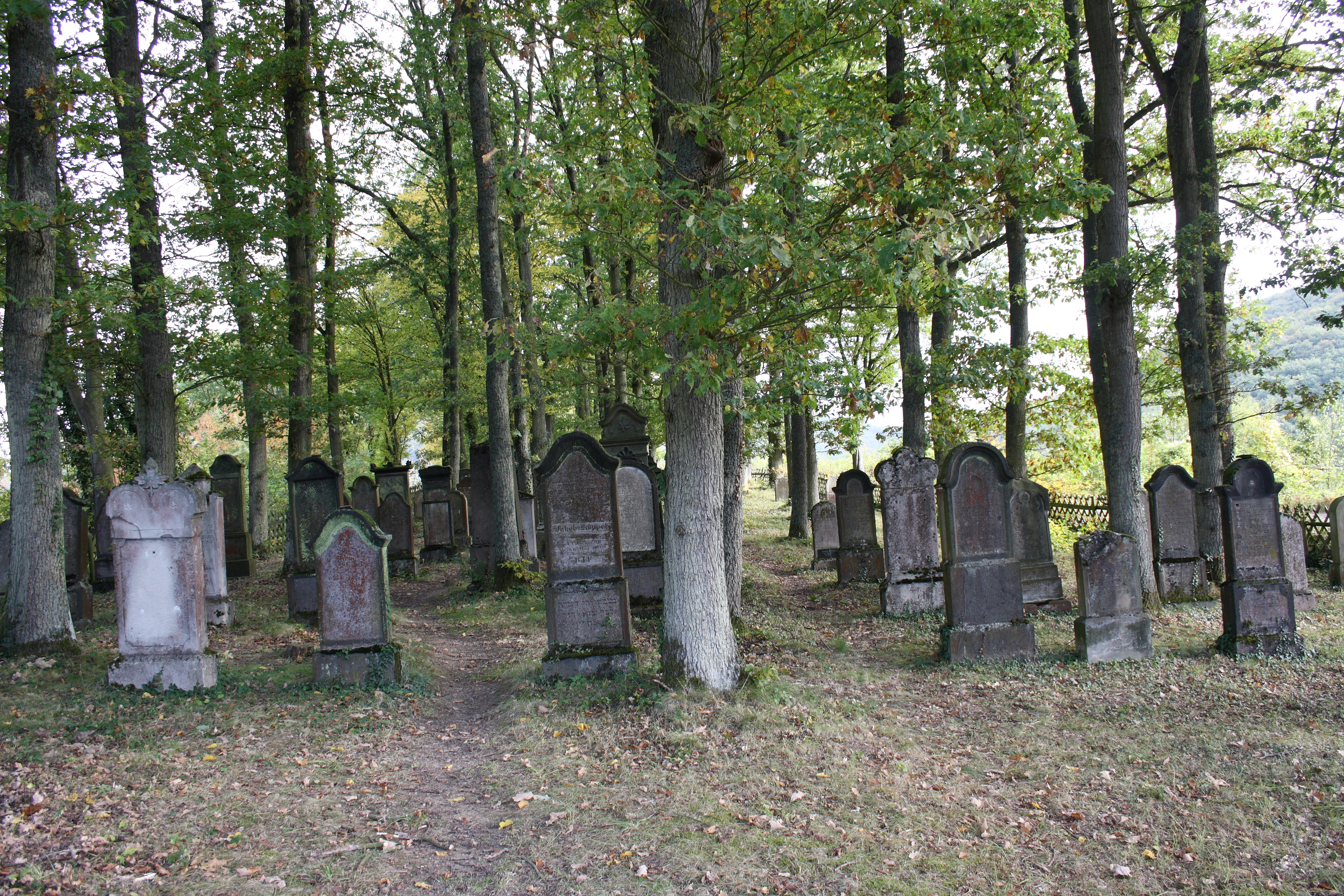
Jüdischer Friedhof in Beilstein

Der Jüdische Friedhof Beilstein ist ein jüdischer Friedhof in Beilstein, einer Ortsgemeinde im Landkreis Cochem-Zell in Rheinland-Pfalz. Er ist ein geschütztes Kulturdenkmal. Der Friedhof liegt auf dem Südrücken des Burgbergs hoch über der Mosel.

## Geschichte
Der jüdische Friedhof in Beilstein wurde vermutlich im 17. Jahrhundert angelegt. Er diente auch den jüdischen Familien aus Bruttig, Ediger-Eller, Bremm, Senheim und Mesenich als Begräbnisstätte. Der älteste noch lesbare Grabstein ist von 1818 (Rafael, Sohn des Moshe, gestorben am 10. November 1818). Die letzte Beisetzung fand 1938 statt.
Der Friedhof wurde in der Zeit des Nationalsozialismus geschändet und teilweise abgeräumt. Nach 1945 wurden die Grabsteine wieder aufgestellt, teilweise jedoch nicht am ursprünglichen Platz.
Auf dem Friedhof mit einer Fläche 14,05 Ar sind heute noch etwa 110 Grabsteine erhalten.

## Grabstein für Daniel Lipmann (1830–1884)

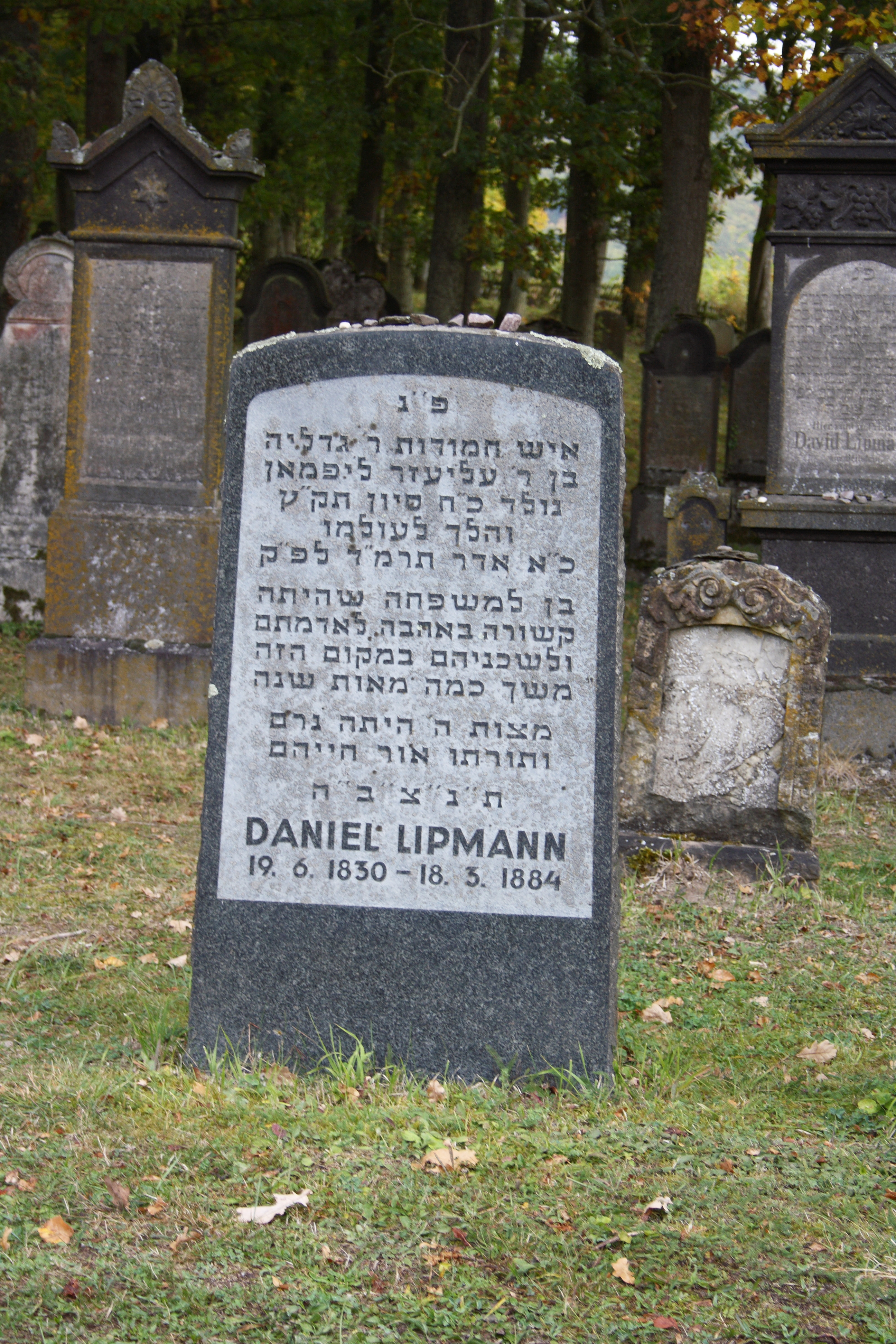
Grabstein für Daniel Lipmann

„Hier ist begraben
ein würdiger Mann, Herr Gedalja,
Sohn des Elieser Liebmann.
Er wurde geboren (am) 28. Sivan 590
und ging hin in seine Welt
(am) 21. Adar 644 nach kleiner Zählung.
Sohn einer Familie, die
verbunden war in Liebe zu ihrem Land
und zu ihren Nachbarn hier am Ort
– seit hunderten von Jahren. –
Die Gottesgebote waren ihr Körper,
Seine Lehre die Leuchte ihres Lebens.
Seine Seele sei eingebunden in das Bündel des Lebens.
Daniel Lipmann
19.6.1830 – 18.3.1884“